# Megrez
Megrez (Delta de l'Ossa Major / δ Ursae Majoris) és un estel en la constel·lació de l'Ossa Major de magnitud aparent +3,32.

## Nom
El nom de Megrez prové de l'àrab Al-Maghriz i significa «el principi de la cua» —de l'ossa—, indicant la seva posició dins de la constel·lació. A la Xina, aquest estel era conegut com a Kwan i Tien Kuen, «l'autoritat celestial». Pels hindús pot haver-hi estat Atri, un dels set rishis.

## Característiques
Juntament amb altres estels de la constel·lació —com Alioth (ε Ursae Majoris), Phecda (γ Ursae Majoris) i Merak (β Ursae Majoris), entre d'altres— forma part de l'Associació estel·lar de l'Ossa Major, un grup d'estels d'edat similar que es mouen l'uníson per l'espai. Es troba a 81,4 anys llum del Sistema Solar, distància similar a la d'altres membres de l'associació.
Megrez és un estel blanc de la seqüència principal de tipus espectral A3V. Amb una temperatura efectiva de 8630 K, la seva lluminositat és 20 vegades major que la del Sol. Té un radi aproximadament el doble del solar i gira sobre si mateixa amb una velocitat de rotació projectada de 233 km/s. La seva massa duplica la del Sol i té una edat estimada de 50 milions d'anys, havent recorregut el 60 % del seu trajecte dins de la seqüència principal. A diferència d'altres estels semblants, com Denébola (β Leonis) o Merak, no s'ha detectat un disc circumestelar de pols entorn de Megrez.